# Kuraľany
Kuraľany (bis 1948 slowakisch „Kuralany“ – bis 1927 „Kuraly“; ungarisch Kural) ist eine Gemeinde im Westen der Slowakei mit 449 Einwohnern (Stand 31. Dezember 2024), die zum Okres Levice, einem Teil des Nitriansky kraj, gehört.

## Geographie
Die Gemeinde befindet sich im am Osthang des Hügellands Hronská pahorkatina im Ostteil des slowakischen Donautieflands, am rechten Ufer des Flüsschens Kvetnianka im Einzugsgebiet des Hron. Das Ortszentrum liegt auf einer Höhe von 162 m n.m. und ist 14 Kilometer von Želiezovce sowie 37 Kilometer von Levice entfernt.
Nachbargemeinden sind Nýrovce im Norden, Keť im Osten, Veľké Ludince im Süden und Südwesten und Farná im Westen und Nordwesten.

## Geschichte

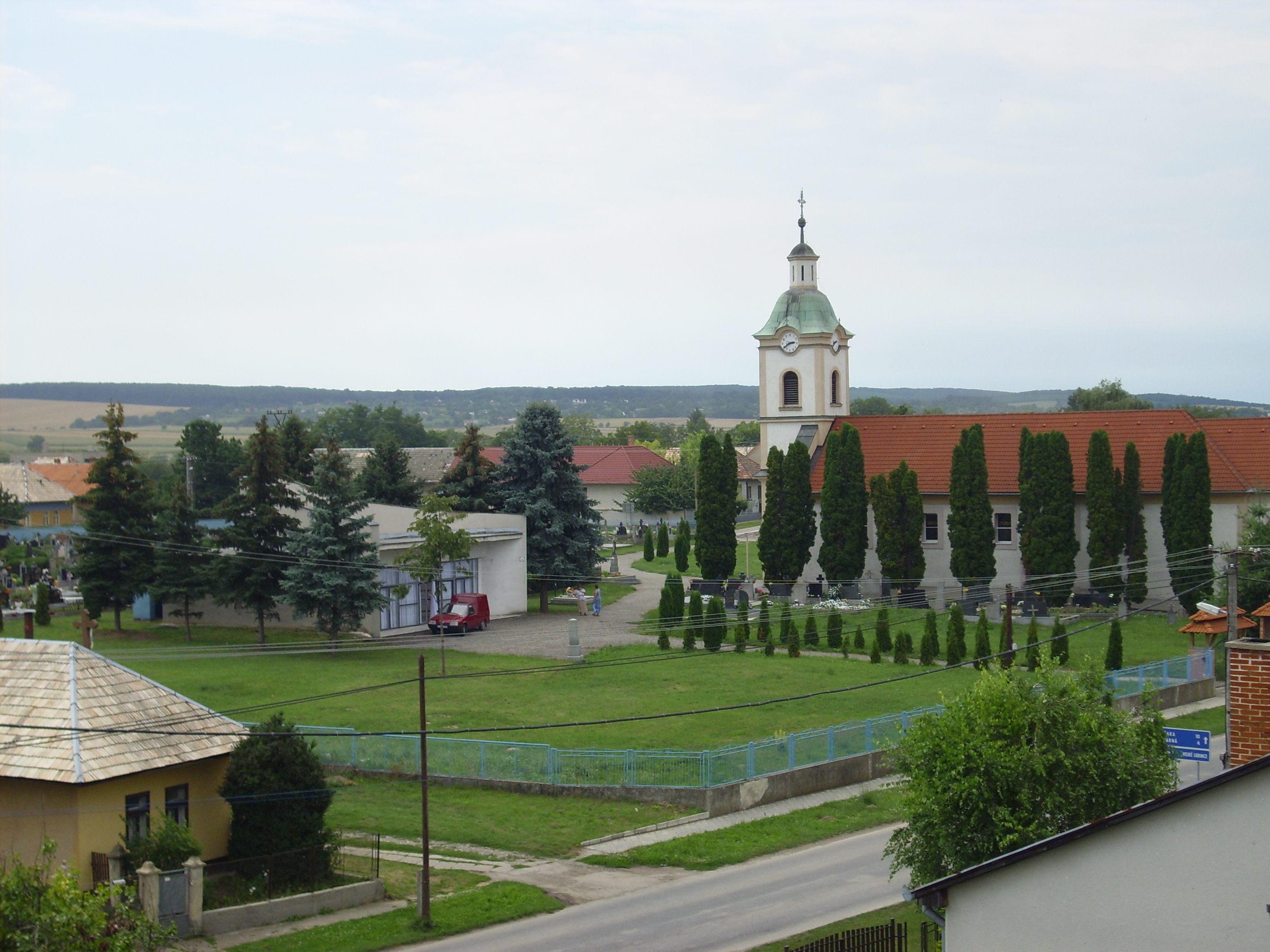
Kirche in Kuraľany

Kuraľany wurde zum ersten Mal im Jahr 1223 als Kurol schriftlich erwähnt und war bis zum 14. Jahrhundert Besitz des örtlichen Landadels. Von 1330 bis 1349 gehörte das Dorf zum Gut des Erzbistums Gran, im 16. Jahrhundert wurde es wegen türkischer Angriffe verwüstet. 1612 ließ der damalige Gutsverwalter Juraj Paluška den Ort durch slowakische Zuzügler aus den Gegenden von Topoľčany und Chynorany wieder bevölkern. Zwischen 1700 und 1725 kauften sich die Einwohner vom Frondienst gegen eine jährliche Gebühr von 200 Gulden frei. 1715 wohnten 28, 1720 nur noch 17 Haushalte in Kuraľany, 1787 hatte die Ortschaft 37 Häuser und 469 Einwohner, 1828 zählte man 52 Häuser und 519 Einwohner, die als Landwirte beschäftigt waren.
Bis 1918 gehörte der im Komitat Gran liegende Ort zum Königreich Ungarn und kam danach zur Tschechoslowakei beziehungsweise heute Slowakei. Auf Grund des Ersten Wiener Schiedsspruchs lag er 1938–1945 noch einmal in Ungarn.

## Bevölkerung
| Jahr                | 1994 | 2004    | 2014     | 2024     |
| ------------------- | ---- | ------- | -------- | -------- |
| Anzahl der Personen | 636  | 578     | 516      | 449      |
| Unterschied         |      | −9,11 % | −10,72 % | −12,98 % |

| Jahr                | 2023 | 2024    |
| ------------------- | ---- | ------- |
| Anzahl der Personen | 454  | 449     |
| Unterschied         |      | −1,10 % |

Nach der Volkszählung 2011 wohnten in Kuraľany 535 Einwohner, davon 518 Slowaken, 13 Magyaren, zwei Tschechen und ein Mährer. Ein Einwohner machten keine Angabe zur Ethnie.
476 Einwohner bekannten sich zur römisch-katholischen Kirche, jeweils vier Einwohner zur Evangelischen Kirche A. B., zur evangelisch-methodistischen Kirche und zur reformierten Kirche und zwei Einwohner zur griechisch-katholischen Kirche. 17 Einwohner waren konfessionslos und bei 28 Einwohnern wurde die Konfession nicht ermittelt.

## Bauwerke
- römisch-katholische Kirche Verklärung des Herrn im Barockstil aus dem Jahr 1735, 1927 erweitert